# János Panyik
Dans le nom hongrois János Panyik, le nom de famille précède le prénom, mais cet article utilise l’ordre habituel en français János Panyik, où le prénom précède le nom.
János Panyik, né le 25 octobre 1970 à Gyöngyös, est un biathlète hongrois.

## Biographie
Panyik représente le club de sa ville natale Honvéd Zalka SE of Gyöngyös et s'entraîne dans le massif de Mátra.
Il prend part à trois éditions des Jeux olympiques en 1992, 1994 et 1998. Son meilleur résultat individuel est une 31e place sur l'individuel en 1994 à Lillehammer.
Aux Championnats du monde 1997, avec une dixième place sur l'individuel, il signe le meilleur résultat de la Hongrie en biathlon. Les conditions d'entraînement n'étant pas optimales en Hongrie et les frais de transport couteux, il prend sa retraite sportive en 2001.

### Famille
Il est en couple avec la biathlète Bernadett Dira. Son fils David est aussi biathlète.

## Palmarès

### Jeux olympiques
| Event            | Individuel      | Sprint          | Relais          |
| Pour la Hongrie  | Pour la Hongrie | Pour la Hongrie | Pour la Hongrie |
| ---------------- | --------------- | --------------- | --------------- |
| 1992 Albertville | 78e             | 73e             | 15e             |
| 1994 Lillehammer | 31e             | 33e             | —               |
| 1998 Nagano      | —               | 63e             | —               |

### Championnats du monde
| Event                   | Individuel      | Sprint          | Poursuite       | Mass start      | Équipes         | Relais          |
| Pour la Hongrie         | Pour la Hongrie | Pour la Hongrie | Pour la Hongrie | Pour la Hongrie | Pour la Hongrie | Pour la Hongrie |
| ----------------------- | --------------- | --------------- | --------------- | --------------- | --------------- | --------------- |
| 1990 Minsk              | 71st            | —               | NC              | NC              | —               | —               |
| 1991 Lahti              | 63e             | 61e             | NC              | NC              | —               | —               |
| 1993 Borovets           | 81e             | 83e             | NC              | NC              | 22e             | 22e             |
| 1995 Antholz-Anterselva | 42e             | 53e             | NC              | NC              | 20e             | 22e             |
| 1996 Ruhpolding         | 64e             | 70e             | NC              | NC              | —               | 22e             |
| 1997 Brezno-Osrblie     | 10e             | 66e             | —               | NC              | 21e             | —               |
| 1999 Kontiolahti        | 72e             | —               | —               | —               | NC              | —               |

### Coupe du monde
- Meilleur classement général : 57e en 1997.